# Párizsi béke (1815)
A párizsi béke (1815. november 20.) Napóleon száz napos uralma és az ellene alakult 7. koalíció waterlooi győzelme után az Egyesült Királyság, Poroszország, Oroszország, Ausztria és Franciaország között Párizsban kötött béke volt.
A béke Franciaország 1790-es határait ismerte el. Kimondta, hogy Franciaország köteles 700 millió frank hadisarcot fizetni, és vissza kell szolgáltatnia a Napóleon idején elrabolt műkincseket.

## Előzmények
Napóleont 1814-ben az ellene létrejött Hatodik koalíció a sorozatos ütközetekben végül legyőzte és a koalíciós csapatok bevonultak Párizsba. Napóleon, fia javára lemondott. A győzelem után a szövetséges hatalmak Franciaországban visszaállították a Bourbon-ház uralmát és a francia forradalom idején kivégzett XVI. Lajos francia király öccsét, Lajos Szaniszló Xavért ültették a trónja. Napóleont Elba szigetére száműzték. A volt francia császár a szigetre magával vihette a kísérőit és néhány hozzá hű francia katonát is. A változó politikai helyzetet kihasználva azonban Napóleon és a vezetése alatt álló 1500 ember március 1-jén partra szállt Cannes-ban, és azonnal elindultak Párizs irányába. Útközben sorra álltak át Napóleon oldalára a katonaság és a lakosság, Franciaország vér nélkül hódolt meg a császárnak. A francia király által Napóleon ellen küldött sereg Michel Ney vezetésével szintén a visszatérő császárhoz pártolt. XVIII. Lajos március 13-án Gentbe menekült, Napóleon pedig egy héttel később érkezett Párizsba. 
Napóleon uralma azonban végül csak száz napig tartott, mert a visszatérő uralkodó ellen felállt a hetedik koalíció, amely végérvényesen legyőzte őt a waterlooi csatában. A vereséget követően a volt császárt elfogták és a távoli Szent Ilona szigetére száműzték és néhány évvel később ott is halt meg. 

## A békeszerződés
Napóleon végső bukását követően az Egyesült Királyság, Poroszország, Oroszország, Ausztria a visszatért francia királlyal békeszerződést kötött.  1815. november 20-án aláírt második párizsi békében területcsonkítással (Saalouis, Saarbrücken és Savoya maradéka), 700 millió frank hadisarc kirovásával és keleti megyéinek 5 évre kilátásba helyezett megszállásával büntették. Ugyanezen a napon Anglia, Ausztria, Poroszország és Oroszország részvételével aláírt újabb négyes szövetség fegyveres fellépést helyezett kilátásba minden olyan esetre, ha Franciaország a békét újra megbontaná. 